# Conservatorio de Begonias
El Conservatorio de Begonias (en francés : Conservatoire du Bégonia) es un museo jardín botánico con invernaderos de 1100 m², especializado en Begonias y sus variedades que se encuentra en Rochefort, ciudad que se beneficia de la prestigiosa etiqueta de villes et pays d'art et d'histoire con un patrimonio urbano de una excepcional riqueza histórica, arquitectónica y cultural, Francia.
El jardín botánico tiene el reconocimiento de «Collection National» por el Conservatorio de colecciones vegetales especializadas (CCVS) por su colección del género Begonia.

## Localización
Conservatoire du Bégonia 1 rue Charles Plumier, Rochefort, Département de Charente-Maritime, Poitou-Charentes, France-Francia.
Planos y vistas satelitales.45°55′28.2″N 0°57′20.88″O / 45.924500, -0.9558000
Está abierto para visitas guiadas varios días a la semana de inicio de la primavera a finales del otoño, se cobra una tarifa de entrada. 

## Presentación
El «Conservatoire du Bégonia» es, junto a la Maison de Pierre Loti y el Musée Hèbre de Saint-Clément, uno de los tres museos municipales de Rochefort. Es el mayor de Europa en su especialidad. 
El «Conservatoire du Bégonia» aparece como una especie de jardín botánico especializado en la conservación de los begonias. 
Situado junto al centro histórico de la ciudad, se encuentra situado en la ribera del río Charente en una gran zona hortícola, este museo conservatorio botánico sufre de una escasa visita, aunque esté mencionado en una serie de guías turísticas como la «Guide Vert Michelin» (Guía Verde Michelin) y en las oficinas de turismo del «Pays Rochefortais», de la Charente-Maritime y de Poitou-Charentes.

## Historia
El origen de este conservatorio está estrechamente vinculado a la historia de la ciudad y su pasado marítimo. 
En efecto, el nombre de la planta, begonia, tiene su origen de Michel Bégon, intendente de la Marina de Rochefort en el siglo XVII y entusiasta coleccionista de plantas. Este último envió en 1688 a un monje botánico, de nombre Charles Plumier, a las Antillas con la finalidad de estudiar las flores de los medioambientes tropicales. Fue en este viaje que Plumier descubrió la planta que bautizó con el nombre de begonia, en honor de la esposa de su benefactor. 
Gracias a sus esfuerzos, Rochefort se volvió famosa por sus importaciones de plantas exóticas durante los siglos XVII y XVIII, especialmente por el café. 

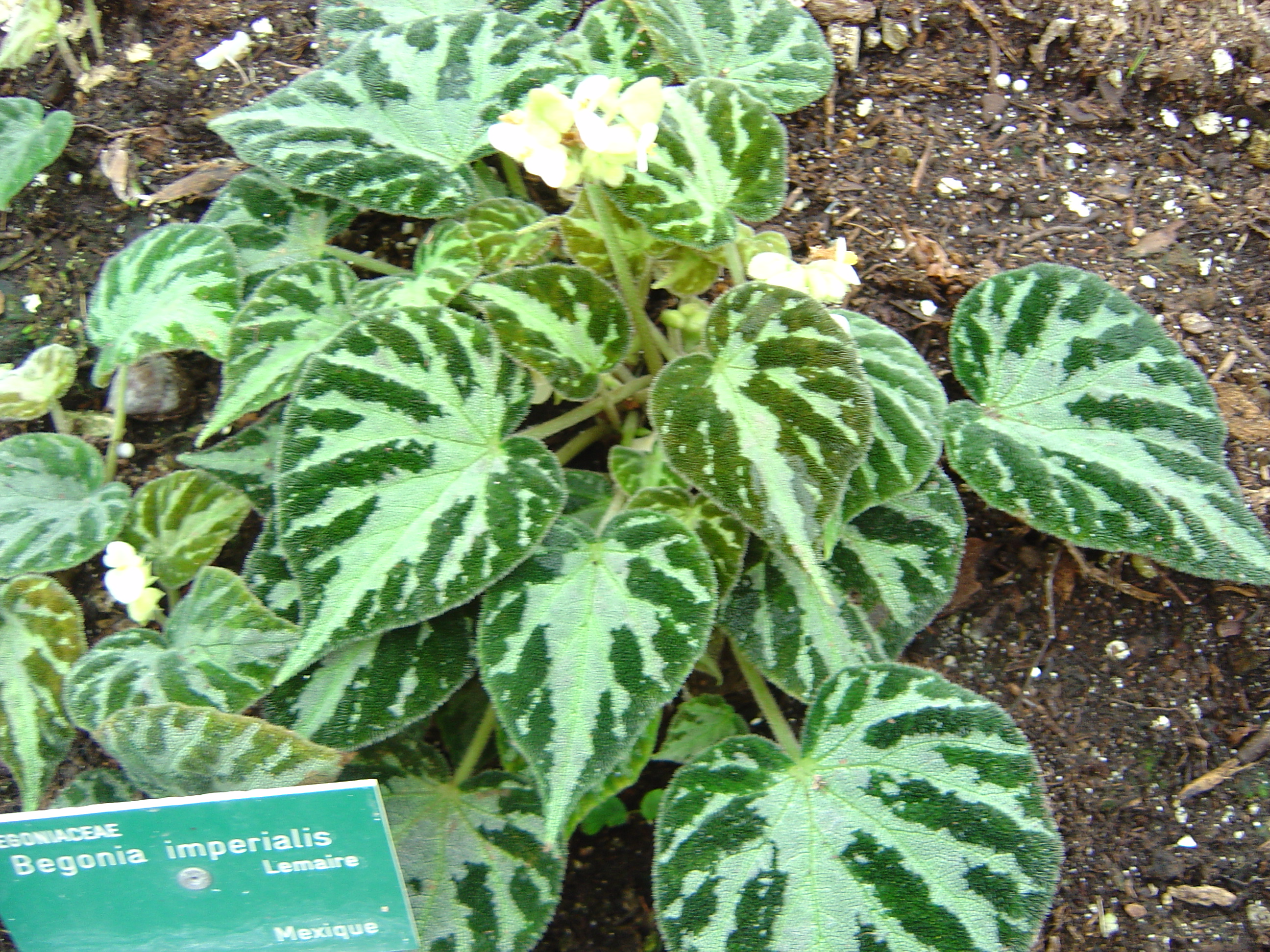
La Begonia imperialis una de las numerosas especies de begonia observables en el Conservatoire du Bégonia de Rochefort

Originarias de la América tropical, del Sudeste asiático o del África Occidental, las begonias se cultivan como plantas decorativas desde el siglo XIX. 
La idea del municipio de Rochefort de establecer un invernadero de begonias para celebrar la memoria del famoso intendente Bégon tuvo su oportunidad en 1986. En abril de ese año, la ciudad de Rochefort decide hacer la adquisición de la colección Millerioux, un horticulteur de la ciudad especializado en el cultivo de las begonias. El invernadero albergaba entonces 200 especies de begonias botánicas e híbridas.
En noviembre de 1988, la colección se albergó en un invernadero suficientemente voluminoso y espacioso de una superficie de 650 m² con el fin de facilitar el desarrollo de los vegetales de modo que, muy rápidamente, la ciudad se convirtió en uno de los primeros invernaderos mundiales de conservación y cultivo de begonias. 
Luego el municipio hizo un museo municipal y lo abrió al público en 1990. En 1993, el invernadero se aumentó de 350 m² con la finalidad de acoger, en particular, plantas de Suramérica y Camerún gracias a compras, expediciones e intercambios.
En febrero de 2010, el Conservatorio fue ampliado por la realización de un nuevo espacio museográfico de 100 m² con facilidad de acceso para las personas de movilidad reducida.
Actualmente, el «Conservatoire du Bégonia» está considerado como «Collection Nationale» y se describe él mismo como que tiene la más importante colección de begonias del mundo.

## Museografía
Se extiende sobre 1100 m² de invernaderos cubiertos, este «Serre Conservatoire du Bégonia» (Invernadero Conservador de Begonias) pasó a ser una especie de escaparate de la ecología tropical y hace de Rochefort la «capital de la begonia». 
El espacio museístico se presenta en dos formas de invernaderos a las adaptaciones diferentes y complementarias.

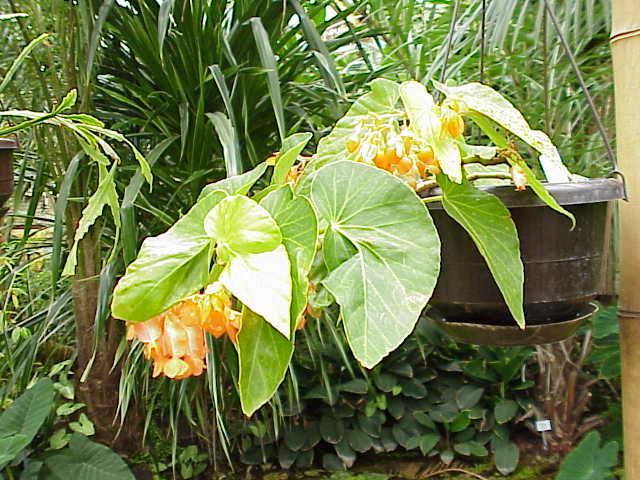
La begonia, es una de las plantas más extendidas del reino vegetal y se expone en el "Conservatoire du Bégonia" de Rochefort.

El inmenso invernadero de 1000 m², construido en noviembre de 1988, contiene actualmente unas 1.500 begonias que se distribuyen bajo cuatro formas tradicionales. El género Begonia está formado por 2200 begonias botánicas (especies, subespecies, formas y variedades) y cerca de 13000 especies híbridas o «cultivares» existentes o que hayan existido y que están presentes en el mundo desde 1845, lo que en realidad le hace ser uno de los géneros más ricos del reino vegetal. Este invernadero dispone de una puesta en escena que nos muestre la evolución de las plantas a lo largo de los años gracias a las adaptaciones interiores sucesivas. L'espacio muséal se presenta dos enes forma de invernaderos a las adaptaciones diferentes y complementarias. 
El segundo invernadero, que es el más reciente, se inauguró en febrero de 2010. Tiene una superficie de 100 m² con una escenografía muy elaborada, compuesta de grandes paneles originales informando sobre los begonias, de avenidas espaciosas y de un digno ambiente de los bosques tropicales exuberantes. Este nuevo vestíbulo de recepción y de exposición con sus equipamientos escenográficos se arreglaron también con el fin de facilitar el acceso a las personas minusválidas. 
Este nuevo espacio a la vez didáctico y cómodo debe salir en gran parte de su gran desconocimineto, debida a su situación con relación al corazón histórico de la ciudad.